# Ruelle Kolpatchny
La ruelle Kolpatchny (russe : Колпачный переулок) est une voie du centre de Moscou dans le district Basmanny.

## Situation et accès
Située dans le quartier de Khitrovka, elle est longue de 420 mètres et relie la rue Pokrovka à la rue Khokhlovski.
Transport public
- Station de métro Tourguenievskaïa, Tchistye proudy (métro de Moscou), Sretenski boulvar , puis tramway А, 3, 39 jusqu'à l'arrêt Pokrovskie vorot.
- Station de métro Kitaï-gorod, puis les autobus 122, т25, м3, н3 par la rue Pakrovka , jusqu'à la rue Arménienne.

## Origine du nom
Le nom de la ruelle remonte au début du XVIIe siècle quand se trouvait à cet endroit les fabricants de chapeaux, toques et bonnets (en russe : колпак, kalpak).

## Bâtiments remarquables et lieux de mémoire
Côté impair :
- no 3, bâtiment 1 - bâtiment scolaire (1939; années 1980)[1].
- no 3, bâtiment 2 - hôtel particulier  A. Onoutchina - D. Tveritinova - G.Temboza (fin XVIIe siècle — XIXe siècle: Maison principale, fin XVIIe siècle, années 1730, 1764, XIXe siècle, Immeuble du patrimoine culturel d'importance régionale[1].
- no 5 — hôtel particulier du banquier et industriel A. Knoop (ru) (1901, architecte K. Treiman (ru), construit en style néogothique russe[2]. Tous les bâtiments de la propriété sont classés dans la catégorie du patrimoine culturel d'importance régionale [1].
  - no 5. bâtiment1 - loge de garde (1901)[1].
  - no 5. bâtiment 2 - maison principale (1901; années 1940)[1]. Dans les années 1920- début des années 1930, dans la maison se trouvait un bureau de représentation de la République socialiste soviétique d'Ukraine; puis le Comité de l'enseignement technique supérieur auprès du  Comité exécutif central de l'URSS (en), où en  1932-1936 a travaillé Gleb Krjijanovski (en). Plust tard jusqu'aux années 1990, la maison était occupée par le comité de la ville de Moscou appelé Komsomol[3] et le comité régional de Moscou VLAKSM. Deux plaques ommémoratives sont apposées sur la maison : une en marbre pour  Zoïa Kosmodemianskaïa, qui a reçu ici ses convocations pour partir au front; une en bronze avec le portrait en  bas-relief de G Krjijannovski.
  - no 5. bâtiment 3 - service (écuries, fiacre) (1901; milieu du XXe siècle[1].
  - no 5. bâtiment 4 - service (buanderie, écurie) (1901)[1].
  - no 5. bâtiment 6 - centrale électrique (1901)[1].
- no 7 — Hôtel particulier  résidentiel D. Tchetverikov-F Knop. Clôture construite en 1864 suivant le projet de l'architecte Alexandre Kaminski[1].
  - no 7, bâtiment 2, maison principale de l'hôtel particulier (XVIIIe siècle - XIXe siècle, début XXe siècle, architectes : Alexandre Kaminski, Boris Freïdenberg (ru), К. Treiman (ru)).
  - no 7, bâtiment 3 - bâtiment de 1862 [1].
- no 9, bâtiment 1 - hôtel particulier résidentiel Peter Jurgenson[4], (1912, architecte Vladimir Glazov)[1]. Actuellement c'est un centre de traitement et de diagnostic de l'état-major général des Forces armées de la fédération de Russie.
- no 9А, bâtiment 1 - Institut du mouvement ouvrier international  (1939; 1970—1990)[1],[3]. Actuellement, Institut de sociologie de l'académie des sciences politiques, centre de science politique et de sociologie politique.
- no 11, bâtiment 1 - maison de rapport A. Snegiriova (ru) [3] (1912, architecte Vladimir Glazov; après  1917; 1970—1990)[1]. De 1948 à 1951 c'est l'appartement du ministre d'état de la sécurité d'URSS Viktor Abakoumov. Actuellement un des bureaux du Service des renseignements extérieurs de la fédération de Russie.
- no 13, bâtiment  1, - centrale électrique (fin des années  1930 - 1940)[1].

Côté pair :
- no 4, bâtiment 1 - maison de rapport (1877; 1902, architecte Lev Kekouchev)[1].
- no 4, bâtiment 4 - maison d'habitation du sacristain Tveritinov (du lycée L. Viazemska) (années 1720; 1800; 1907, Karl Hippius[5]; 1993-1994, reconstruction)[1]. Au lycée Viazemska ont étudié Olga Androvskaïa, Lili Brik et sa sœur Elsa Triolet[6]; dans la section pour garçons № 25 ont étudié Alexandre Galitch et Valeri Guinzbourg (ru)
- no 4, bâtiment 3, - atelier de bijouterie O. Kourliokova avec bureau et magasin (1902, architecte Lev Kekouchev)[1].
- no 6, bâtiment 2, 3, - maison des Dolgoroukov (ru) (XVIe siècle- XVIIe siècle, 1714, années et début 1740, 1751-1758, 1761-1764; architectes Dmitri Oukhtomski, V Iakovlev[1],[7].
- no 6, bâtiment 4, 5, - maison d'habitation de la Poste de Moscou (début années 1930)[1].
- no 6, bâtiment 6а - construction de l'hôtel particulier de V Sirotine (1860- années 1870; après  1924)[1].
- no 6, bâtiment 7 - construction de l'hôtel particulier de V Sirotine (1860- années 1870; après  1924)[1].
- no 8/5, bâtiment 1, - maison d'habitation avec garage (1940)[1]. Aujourd'hui bâtiment des pompiers no 47.
- no 10/7, bâtiment 2, 4, - Appartements d'Ivan Mazepa (XVIe siècle-XVIIe siècle[1].
- no 12 (№ 10/7, bâtiment 1) - Lycée pour jeunes filles Petropavlovsk. Construit par l'architecte V Kossov (ru).
- no 14/5, - Hôtel particulier Venediktov (ru) (première moitié du XVIIIe siècle, début XXe siècle, architecte S Eibouchits (ru))[1].

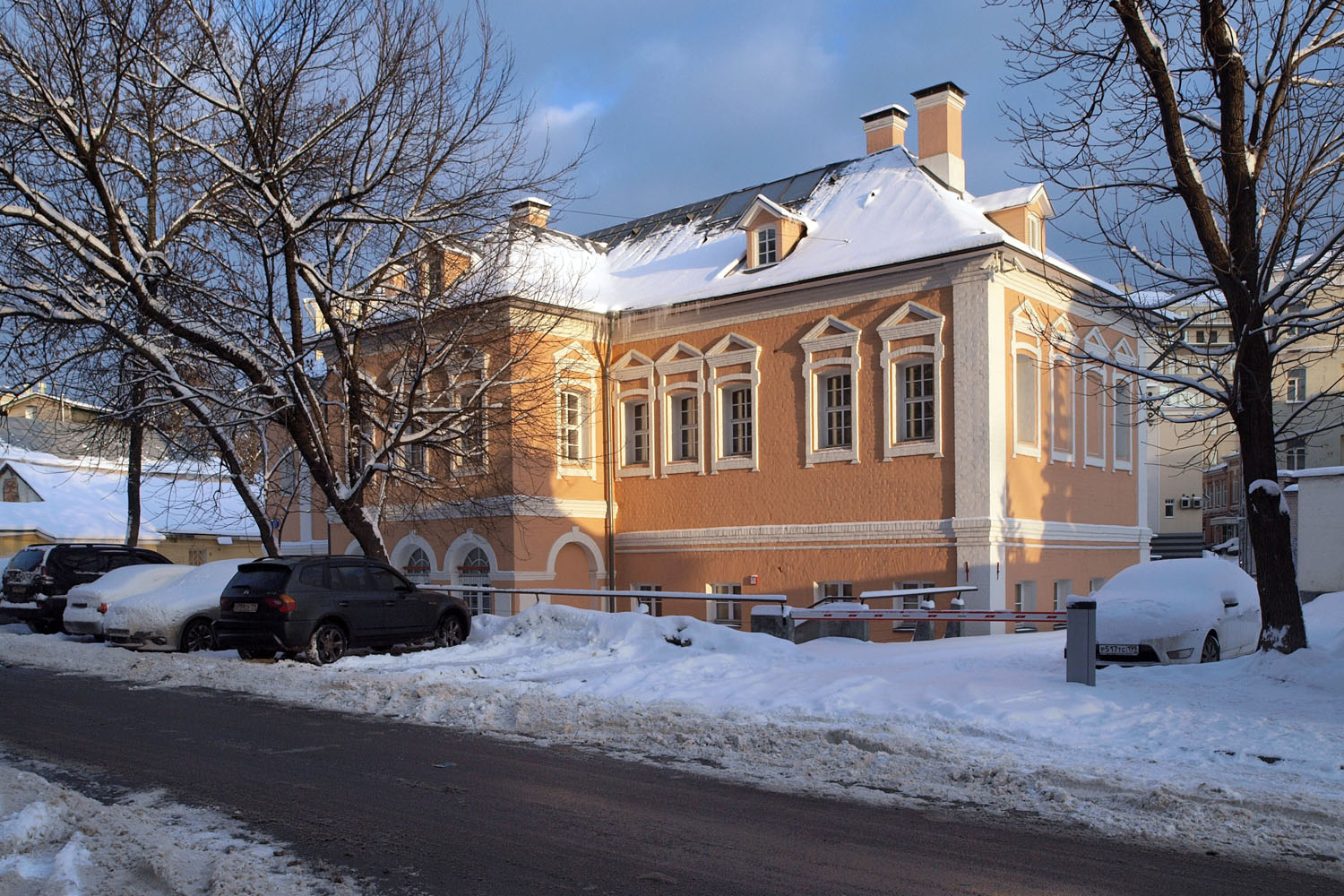
no 3.
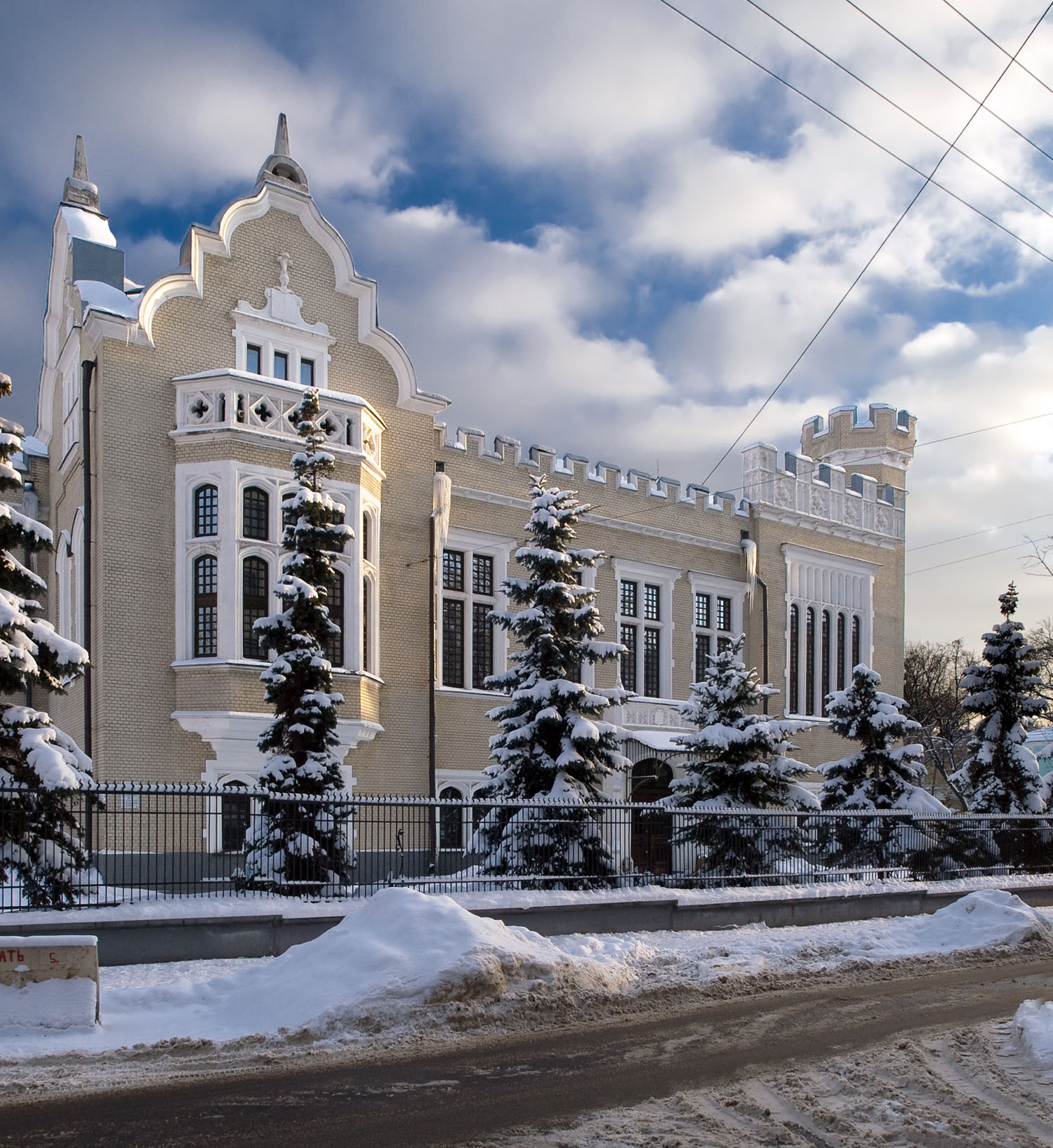
no 5, bât. 2, maison de A.L. Knop (1901, architecte K.V. Treumann).
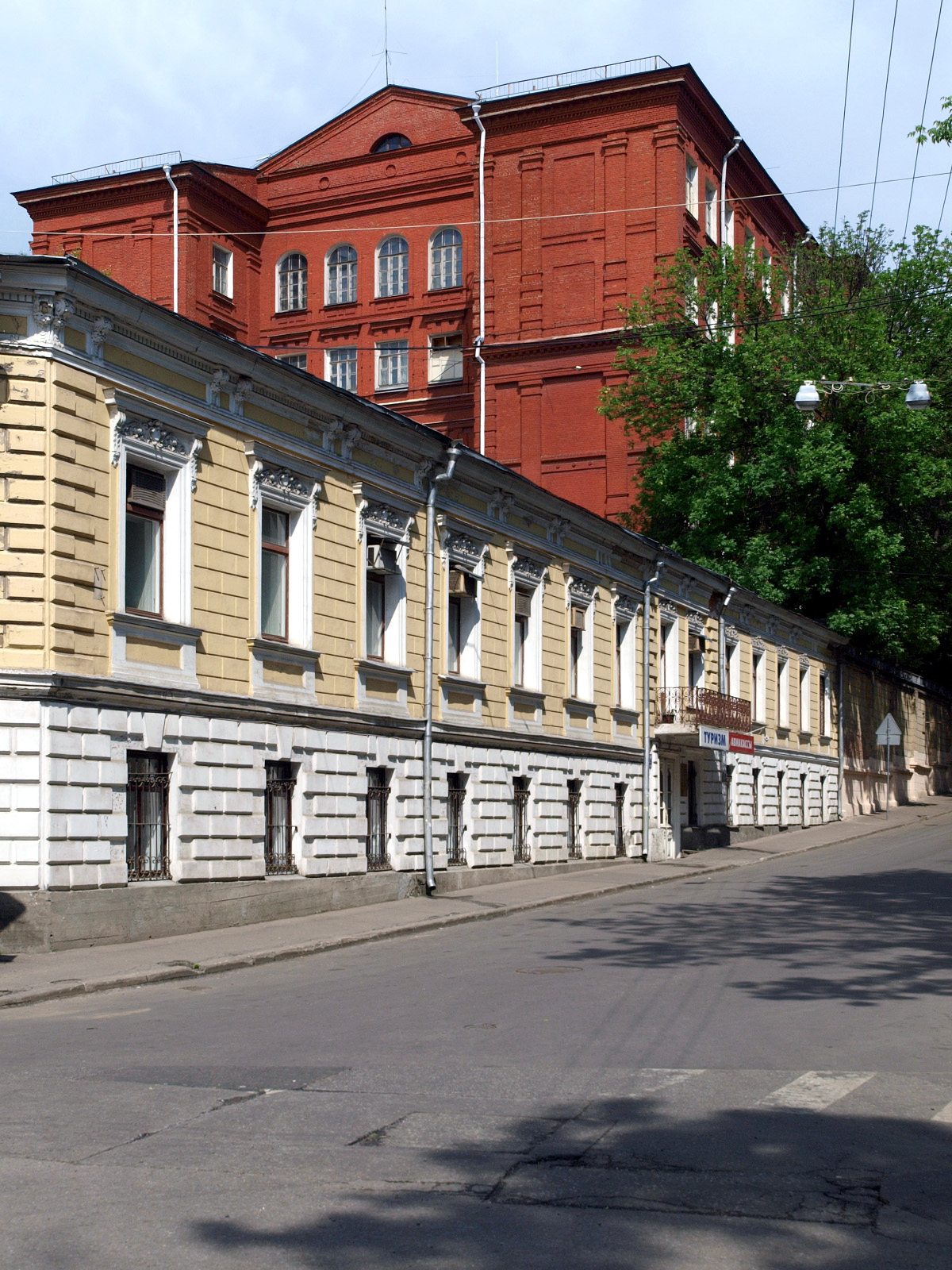
Vue sur la ruelle Kolpatchny depuis la ruelle Khokhlovski.
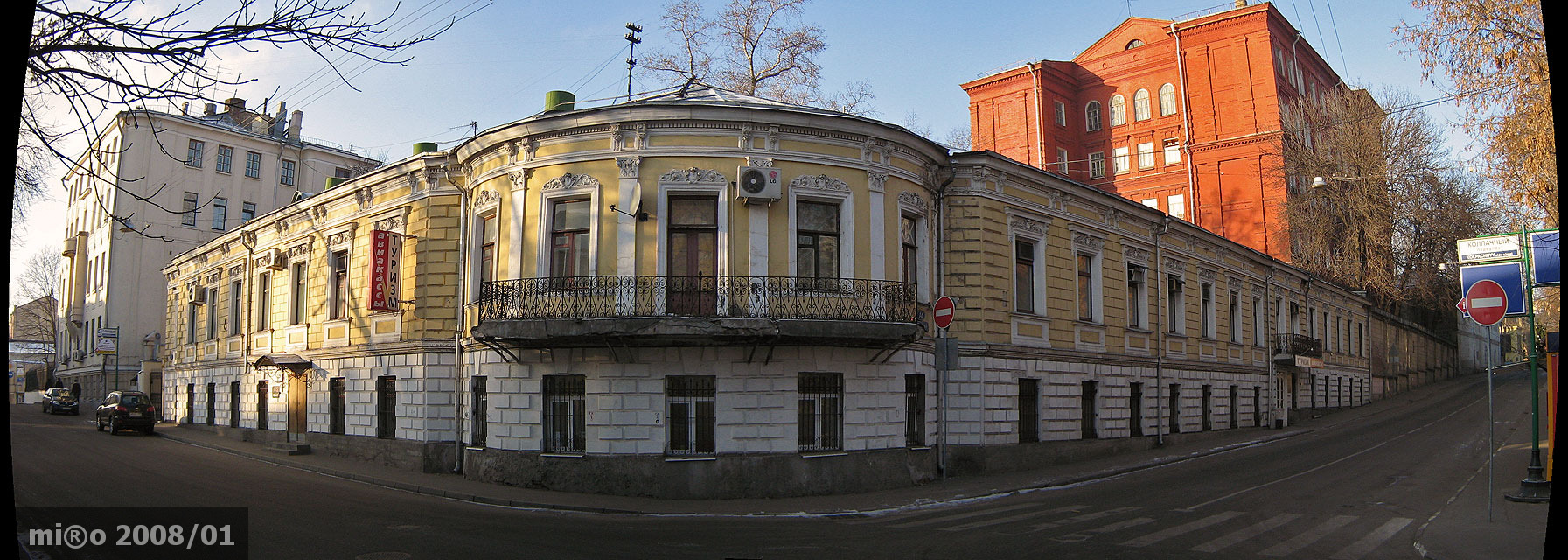
no 14/5. maison des Venediktov-Schnaubert.